# Henri Cassiers
Pour les articles homonymes, voir Cassiers.
Henri Cassiers, né le 11 août 1858 à Anvers et mort le 27 février 1944 à Ixelles (province de Brabant), est artiste peintre, aquarelliste, gouachiste, lithographe, aquafortiste, illustrateur et affichiste belge.

## Biographie
Henri Cassiers naît le 11 août 1858 à Anvers,. Il s'est marié avec Césarine Popp, petite-fille de Philippe Christian Popp van Schaalkwijk, cartographe et de Caroline Boussart, rédactrice du Journal de Bruges, avec qui il a eu une fille, Marguerite, qui a épousé le sculpteur Marnix D'Haveloose (nl). Henri Cassiers est le beau-frère de l'écrivain et critique littéraire Léon Dommartin (1839-1919), qui a écrit également sous le pseudonyme de Jean d'Ardenne. Le fils de Caroline Popp, Adolphe, eut quatre filles : Marguerite (épouse de Léon Dommartin), Césarine (épouse d'Henri Cassiers), Rosa (épouse du sculpteur Julien Van den Brœck) et la plus jeune, Flora, (qui épousera Émile Masui).
Architecte de formation, il travaille pour Paul Saintenoy. Il commence à peindre à l'académie libre La Patte de Dindon (sur la Grand-Place de Bruxelles), puis à l'académie royale des beaux-arts d'Anvers (professeur Henry Stacquet), et aux académies de Bruxelles et de Saint-Josse-ten-Noode. 
Il est surtout connu pour ses affiches commerciales, créées pour des compagnies maritimes et des stations balnéaires de la mer du Nord (Flandre et Zélande, dont le succès lui vaut de nombreuses distinctions honorifiques.) comme celle réalisée en 1898 pour Le Coq où il a habité.
Il est illustrateur pour des magazines comme De Vlaamsche Patriot, Le Globe illustré, L'Illustration européenne et Le National Illustré où il utilise également l'art séquentiel. Cassiers illustre également les livres de Camille Mauclair et Cyriel Buysse.
Cassiers illustre un certain nombre d'ouvrages de Jean d'Ardenne, notamment Notes d'un vagabond (1887) et plusieurs de ses guides touristiques.
Il meurt le 27 février 1944 à Ixelles,, à l'âge de 85 ans.

## Œuvre

### Illustrations
Henri Cassiers travaille pour plusieurs journaux de 1886 à 1893 (notamment pour De Vlaamsche Patriot, Le Globe illustré, L'Illustration européenne) et réalise des illustrations pour plusieurs livres :
- Cyril Buysse, Contes des Pays-Bas, 1910
- Notes d'un vagabond de Jean d'Ardenne, frontispice de Félicien Rops, illustrations dans le texte d'Henri Cassiers, Bruxelles : Kistemaekers, 1887
- Jean d’Ardenne, De Dunkerque à Dombourg. Guide descriptif illustré de la côte de Flandre et des plages de la mer du Nord, avec 106 dessins d'après nature par Henri Cassiers, Bruxelles : Ad. Mertens, 1888. 2e édit. 1895
- Jean d’Ardenne, La Vallée du Giffre, coll. « Guides Jean d’Ardenne », Bruxelles-Paris-Lille, couverture dessinée par Henri Cassiers, J. E. Goosens, 1895
- Le Globe illustré - Journal de la famille (Bruxelles), illustrations d'Henri Cassiers, - Vol. II., no 26, 27 mars 1887
- Le Charme de Venise de Camille Mauclair, L'Édition d'art H. Piazza, 1930
- Les Tendresses Premières de Émile Verhaeren, L'Édition d'art H. Piazza, 1942
- Le Charme de Bruges de Camille Mauclair, L'Édition d'art H. Piazza, 1943
- Les Flamandes de Émile Verhaeren, Éditions du Nord, coll. « Les Gloires Littéraires » 1927
- Le Charme de la Hollande de Maurice Gauchez, L'Édition d'art H. Piazza, 1932
- La Maison dans la Dune de Maxence Van Der Meersch, L'Édition d'art H. Piazza, 1937.

### Affiches
- 1898 : 
  - Coq sur Mer

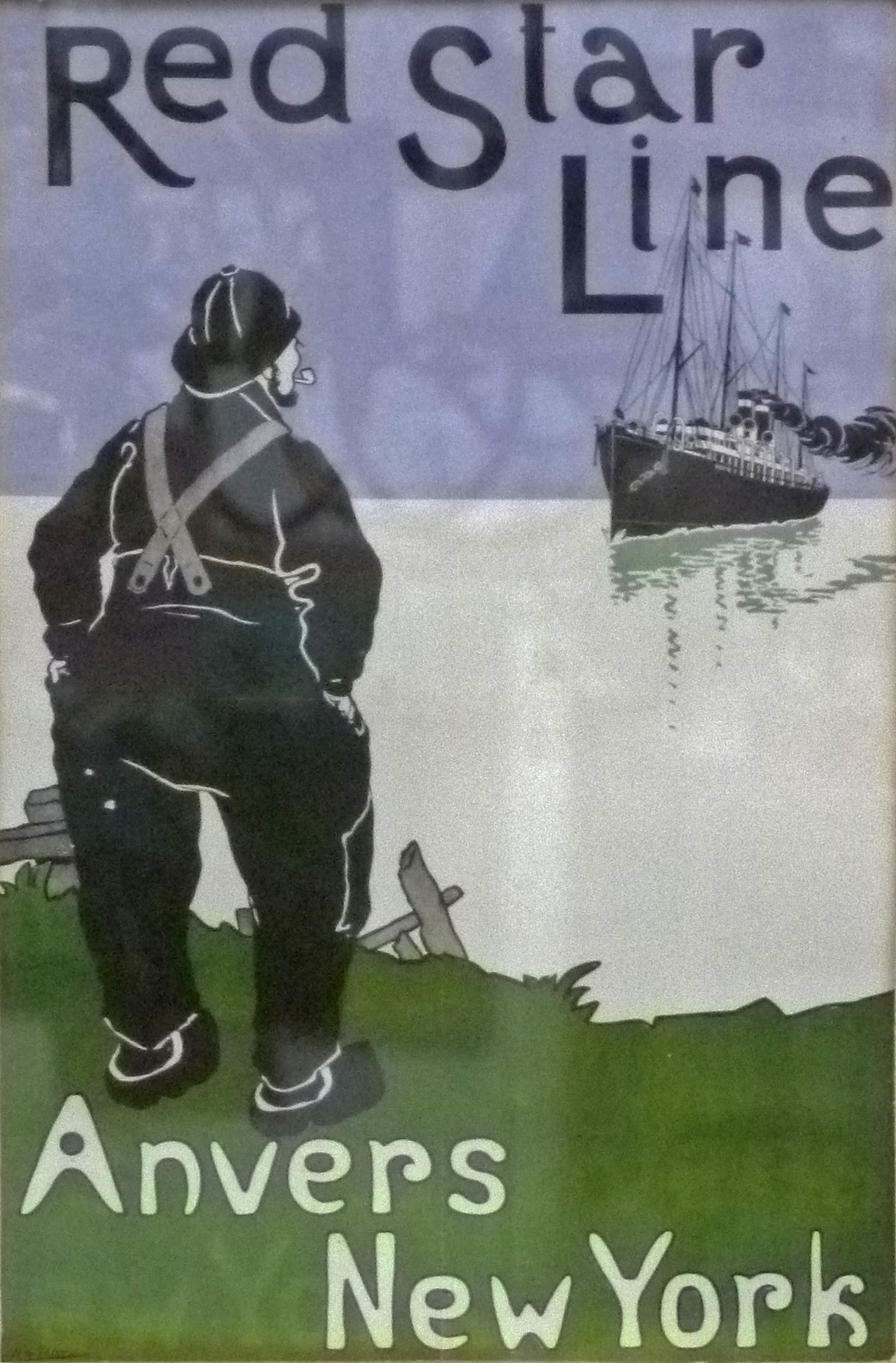
Red Star Line Anvers New York (affiche lithographiée, 1898).

  - Red Star Line / Antwerpen - New York, reproduite dans Les Maîtres de l'affiche (1895-1900).
- 1899 : Red Star Line / Antwerpen - Amerika.
- 1900 : 
  - American Line / Southampton / Cherbourg / New York.
  - American Line / Philadelphia / Queenstown / Liverpool.
- 1902 : Red Star Line / Antwerpen - New York.
- 1910 : Exposition universelle / et internationale de / Bruxelles 1910.
- Jetée promenade / de Blankenberghe / (Belgique).
- Chemin de fer de / L'État néerlandais.
- Angleterre via / Ostende / Douvres / par le nouveau / Paquebot à turbines / "Princesse Elisabeth".
- Elixir / De Kempenaar / Gezondheidslikeur / Jacques Neefs / 7, keizer straat. Antwerpen.

### Chromolithographies
- Automobile en Zélande[4]. Estampe murale. Liége : Aug. Bénard, 1911. - 0,68 × 1,025 m.

### Bande dessinée
Cassiers signe autant des planches illustratives que des planches humoristiques dans la presse. Son style est à peu près similaire de celui de ses affiches. Selon Frédéric Paques : « Ses dessins sont réalistes mais un travail de simplification permet une grande lisibilité. Le trait de contour a beaucoup d’importance. »

## Hommage
En 1947, la commune d'Ixelles honore sa mémoire en apposant une plaque commémorative, œuvre du sculpteur Marnix d'Haveloose, sur la maison du peintre, 12 rue de l'abbaye.

#### Études
- Frédéric Paques, Avant Hergé : Étude des premières apparitions de bande dessinée en Belgique francophone (1830-1914), t. 1 : Texte, Liège, Université de Liège, 2012, 337 p., PDF (lire en ligne), p. 175. Thèse présentée en vue de l’obtention du titre de Docteur en Histoire de l’art sous la direction de Jean-Patrick Duchesne. Année académique 2011-2012

#### Livres
- L'Affiche en Belgique. 1880-1980, catalogue d'exposition, Paris, Musée de l'Affiche, 1980.
- Anne Adriaens-Pannier, Henri Cassiers 1858-1944 [catalogue d'exposition, Antwerpen, Museum Vleeshuis 1er avril - 12 juin 1994 ; Katwijk, Katwijks Museum, 25 juin - 24 septembre 1994], - Anvers : Pandora, 1994  (ISBN 90-5325-014-X).